# 황진선 (배우)
황진선(중국어 정체자: 黃錦燊, 간체자: 黄锦燊, 병음: Huáng Jǐnshēn, 한자음: 황금신, 광둥어: Wong4 Gam2 san1 웡감산, 영어: Melvin Wong 멜빈 웡[*], 1949년 1월 29일~)은 홍콩의 배우이다. 1970년대 홍콩 영화의 주요 액션 배우 중 한 사람으로 활동했다.

## 출연 작품

### 영화
- 개심귀 2 (1985년)